# Марши смерти
Ма́рш сме́рти — пеший переход, к которому принуждают группу людей, зачастую заключённых или военнопленных, и при котором некоторая часть марширующих погибает из-за условий марша по причине длинной дистанции, погоды, истощённости, жестокости конвоиров.

## Примеры

### США
- Дорога слёз — принудительное переселение индейских племён в резервации (в частности чероки) правительством США при президенте Ван Бюрене осенью и зимой 1838—1839 годов.

### Турция
- Дейр-эз-Зорский марш смерти во время Геноцида армян[2][3][4].

### Япония
- Батаанский марш смерти
- Сандаканские марши смерти

### Германия
- Пешие перемещения большого количества советских военнопленных.
- Марши смерти в период Холокоста — перемещение заключённых концентрационных лагерей нацистской Германии на оккупированных территориях, по мере приближения к ним войск союзников по антигитлеровской коалиции, в лагеря внутри Германии[1][5]. Самые крупные «марши смерти» прошли зимой 1944—1945, когда Красная армия начала освобождение Польши[1].

### После капитуляции Германии
- Брюннский марш смерти

### Северная Корея
- Пешие перемещения пленных солдат войск ООН в ходе Корейской войны[6].

### Швеция
- Марш смерти каролинеров — переход отряда Карла Густава Армфельдта при движении через Тидальфиеде во время Северной войны.